# Isocyrtus
Isocyrtus is een geslacht van vliesvleugeligen uit de familie Pteromalidae. De wetenschappelijke naam van dit geslacht is voor het eerst geldig gepubliceerd in 1833 door Walker.

## Soorten
Het geslacht Isocyrtus omvat de volgende soorten:
- Isocyrtus carinatus Xiao & Huang, 2002
- Isocyrtus laetus Walker, 1833
- Isocyrtus reticulatus Xiao & Huang, 2002